# Giusto Utens
Giusto Utens, nom italianisé de Iustus van Utens, est un peintre flamand né à Bruxelles, à une date incertaine, et mort en 1609 à Carrare.

## Œuvre majeure
Giusto Utens est particulièrement célèbre par 17 peintures en médaillons en demi-lune de villas médicéennes datant de 1599 à 1602.
Les seules qui nous soient parvenues, au nombre de 14, ont été exposées au Museo di Firenze com'era (« Musée de Florence comme elle fut ») jusqu'à sa fermeture en octobre 2010.
Ce sont des vues en perspective aérienne (presque cavalière, avec un rendu de plan-maquette) qui étaient destinées à être un inventaire cadastral des possessions du Grand-duc Ferdinand Ier de Médicis pour la Villa Medicea di Artimino. Elles représentent autant les villas que leurs jardins à l'italienne.

## Villas médicéennes

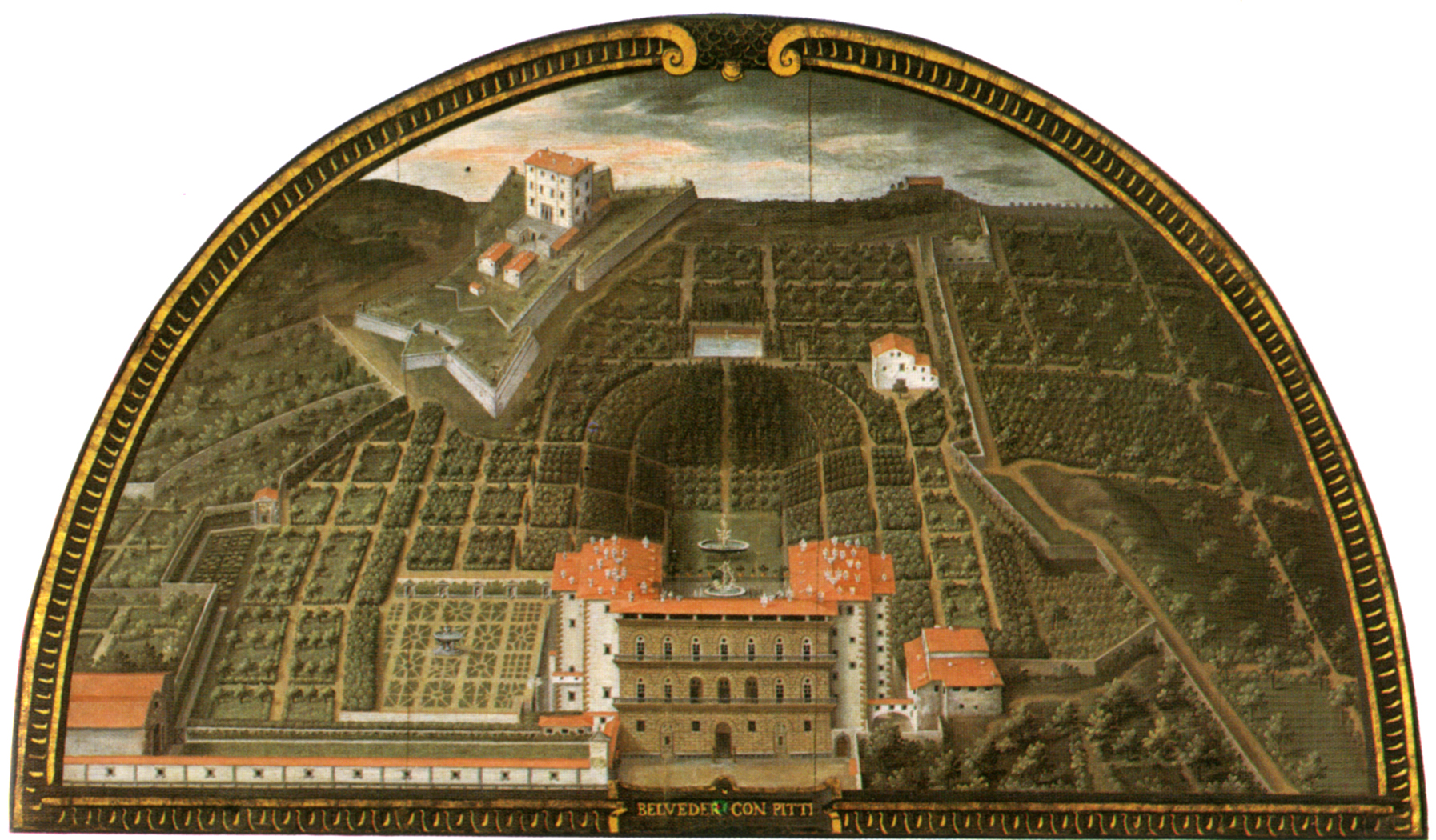
Le Palais Pitti et les jardins de Boboli
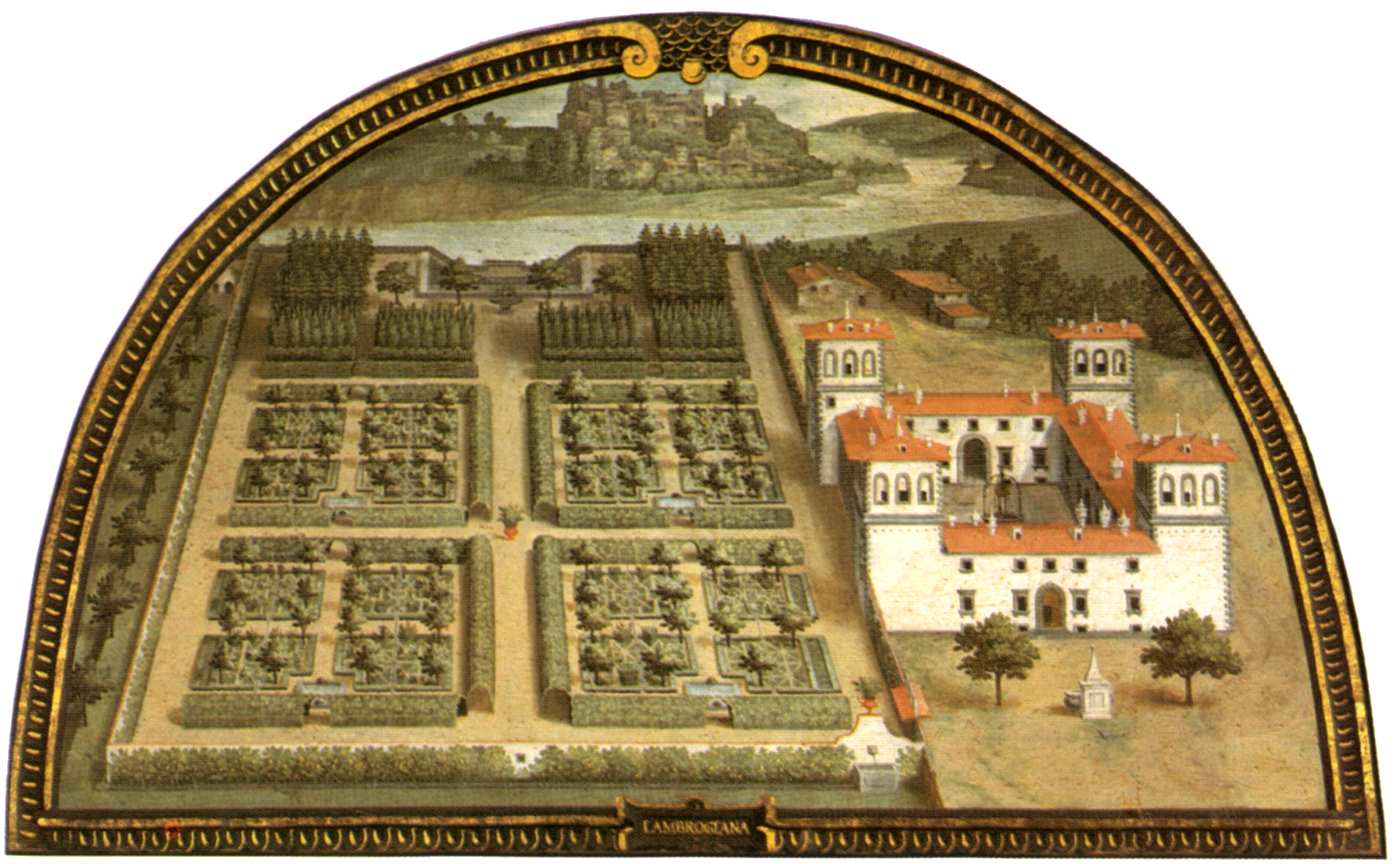
Villa Medicea dell'Ambrogiana
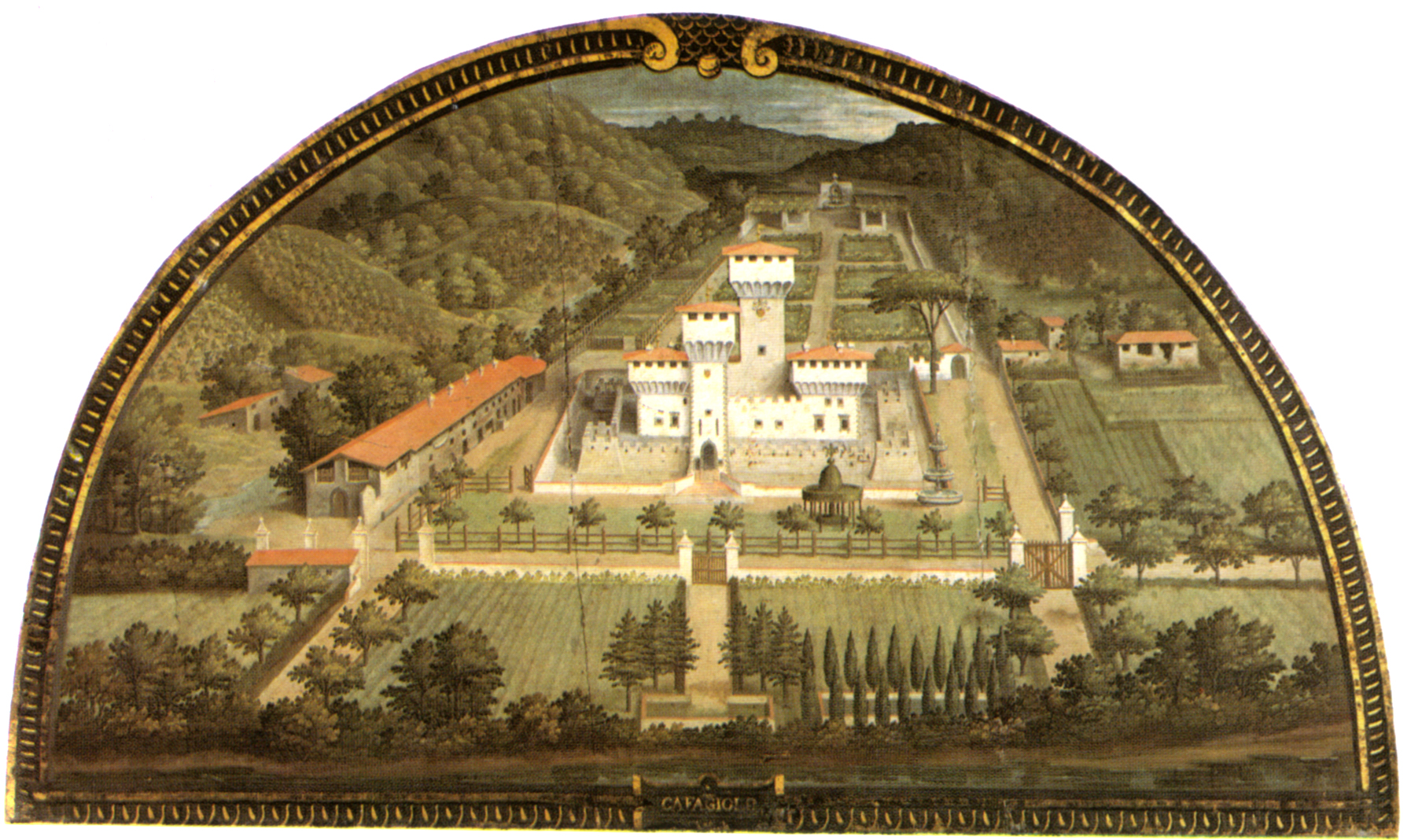
Villa Medicea di Cafaggiolo
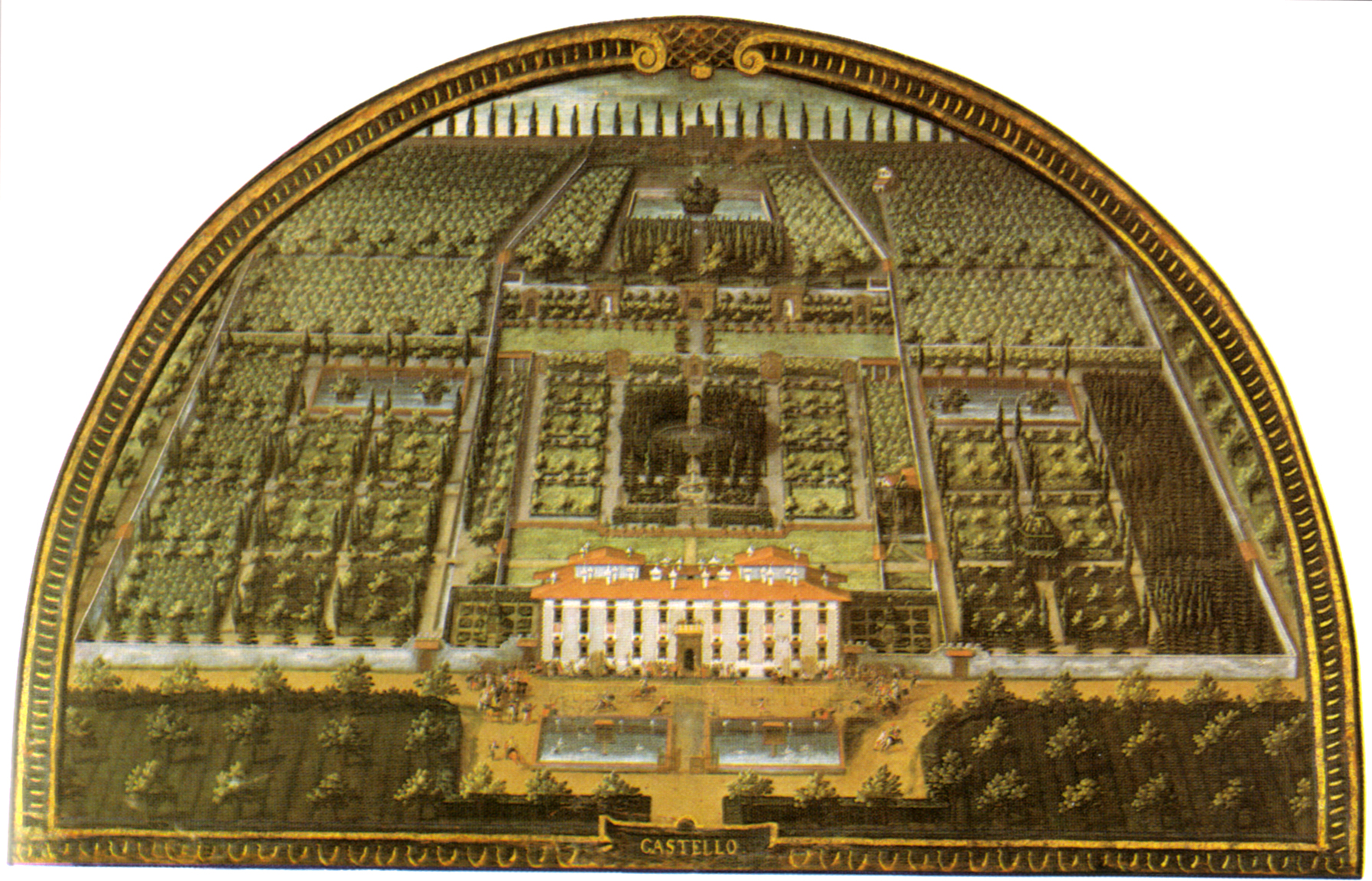
Villa Medicea di Castello
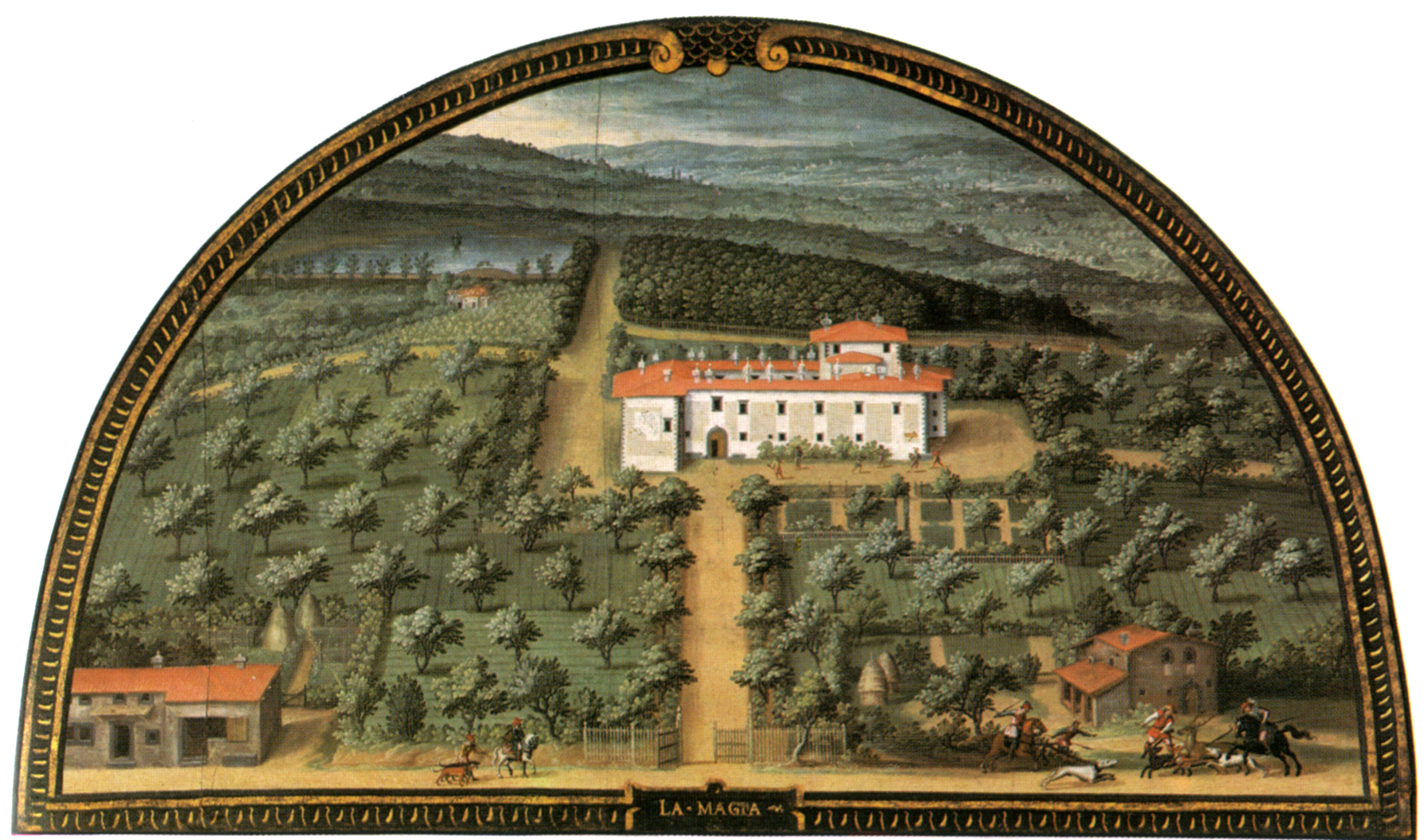
Villa Medicea La Magia
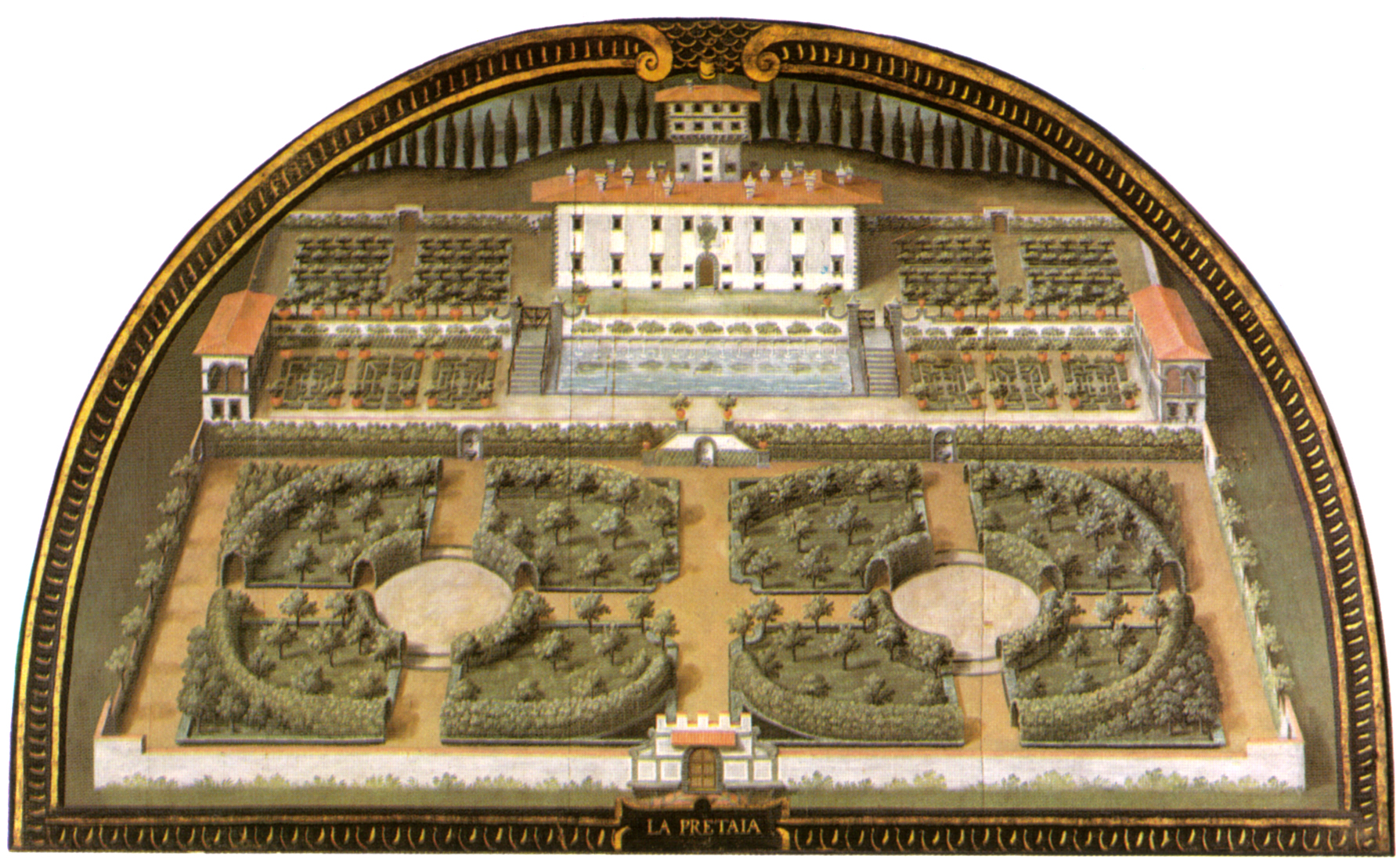
Villa Medicea La Petraia
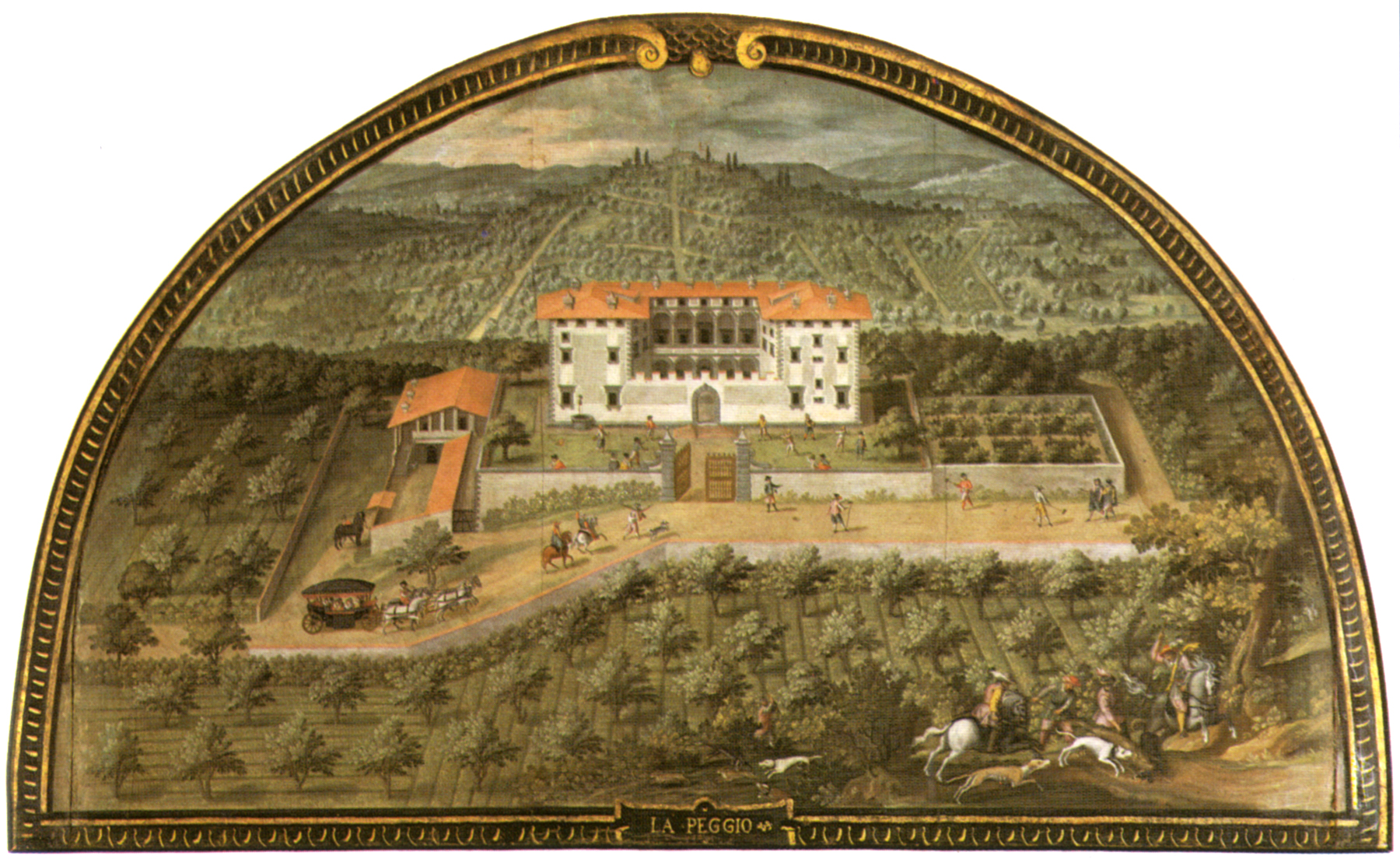
Villa Medicea di Lappeggi
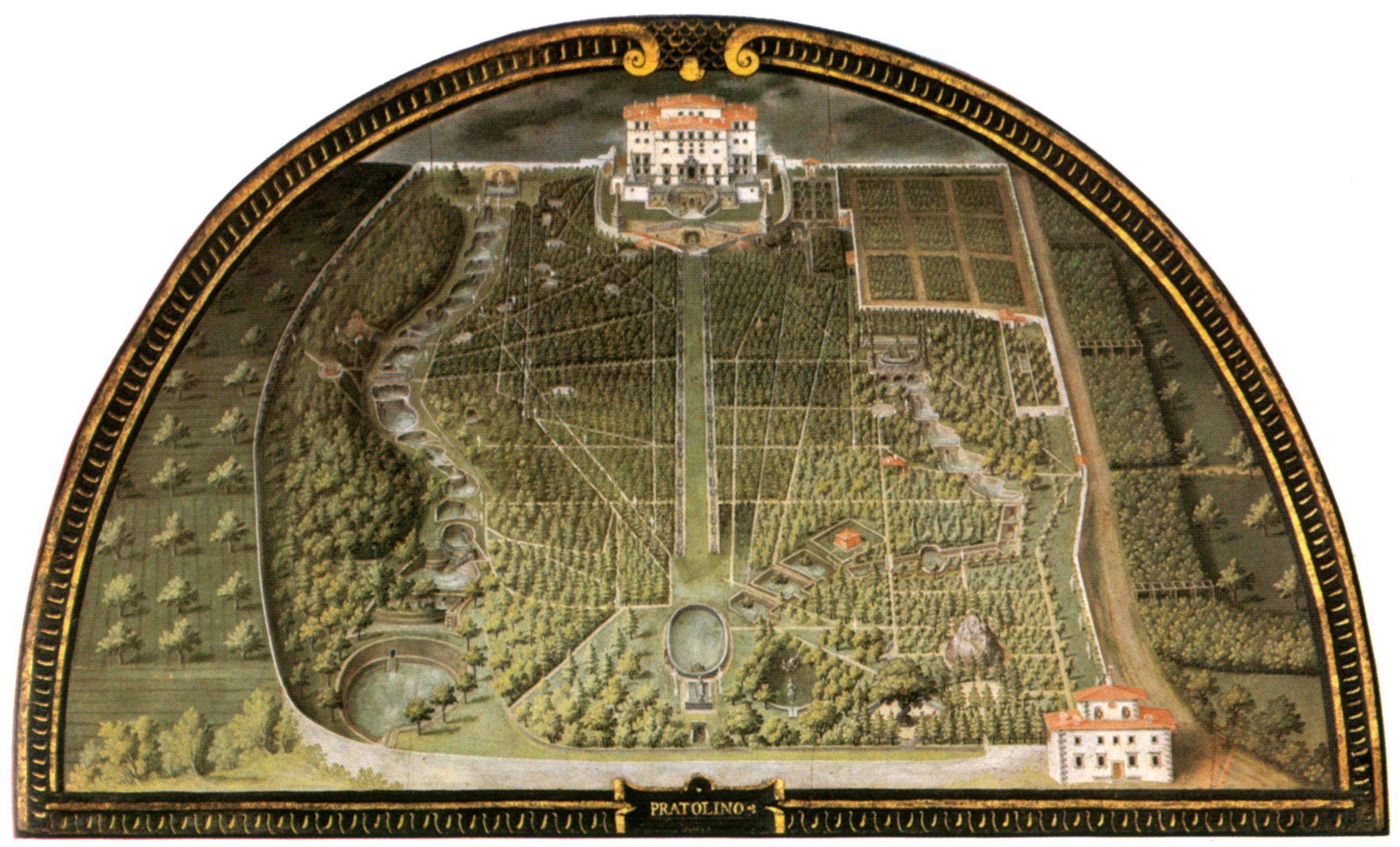
Villa di Pratolino
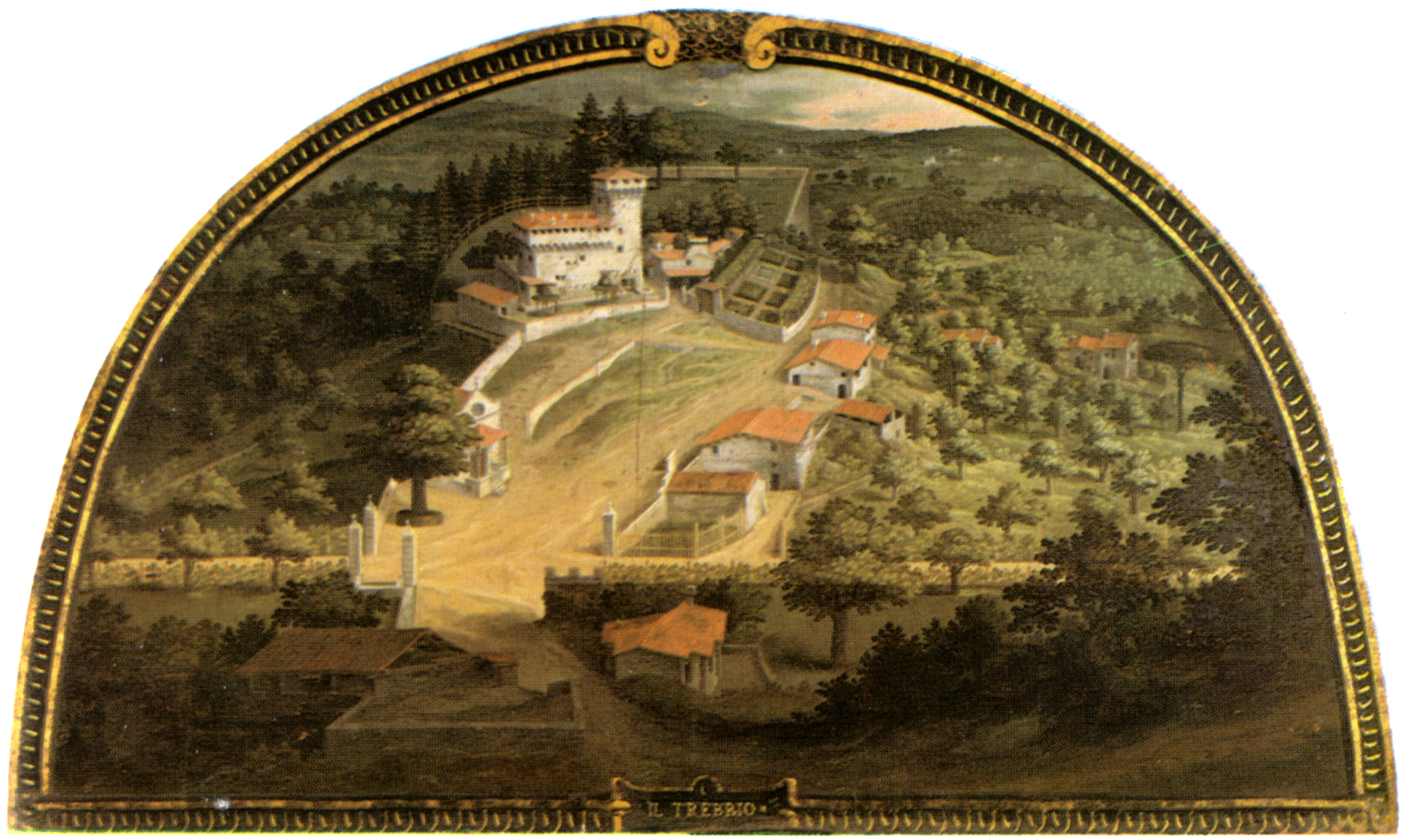
Villa Medicea del Trebbio
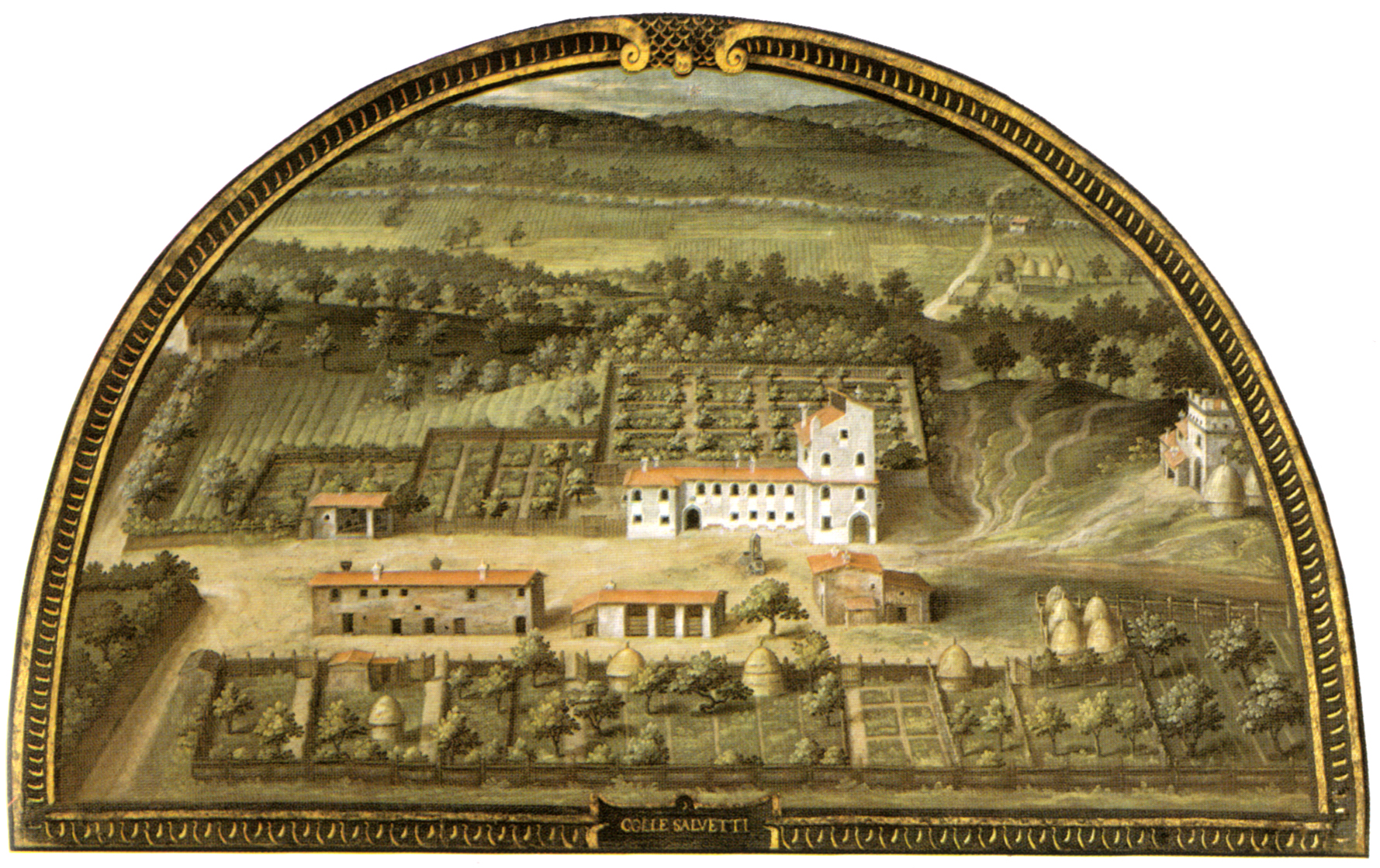
Villa Medicea di Collesalvetti
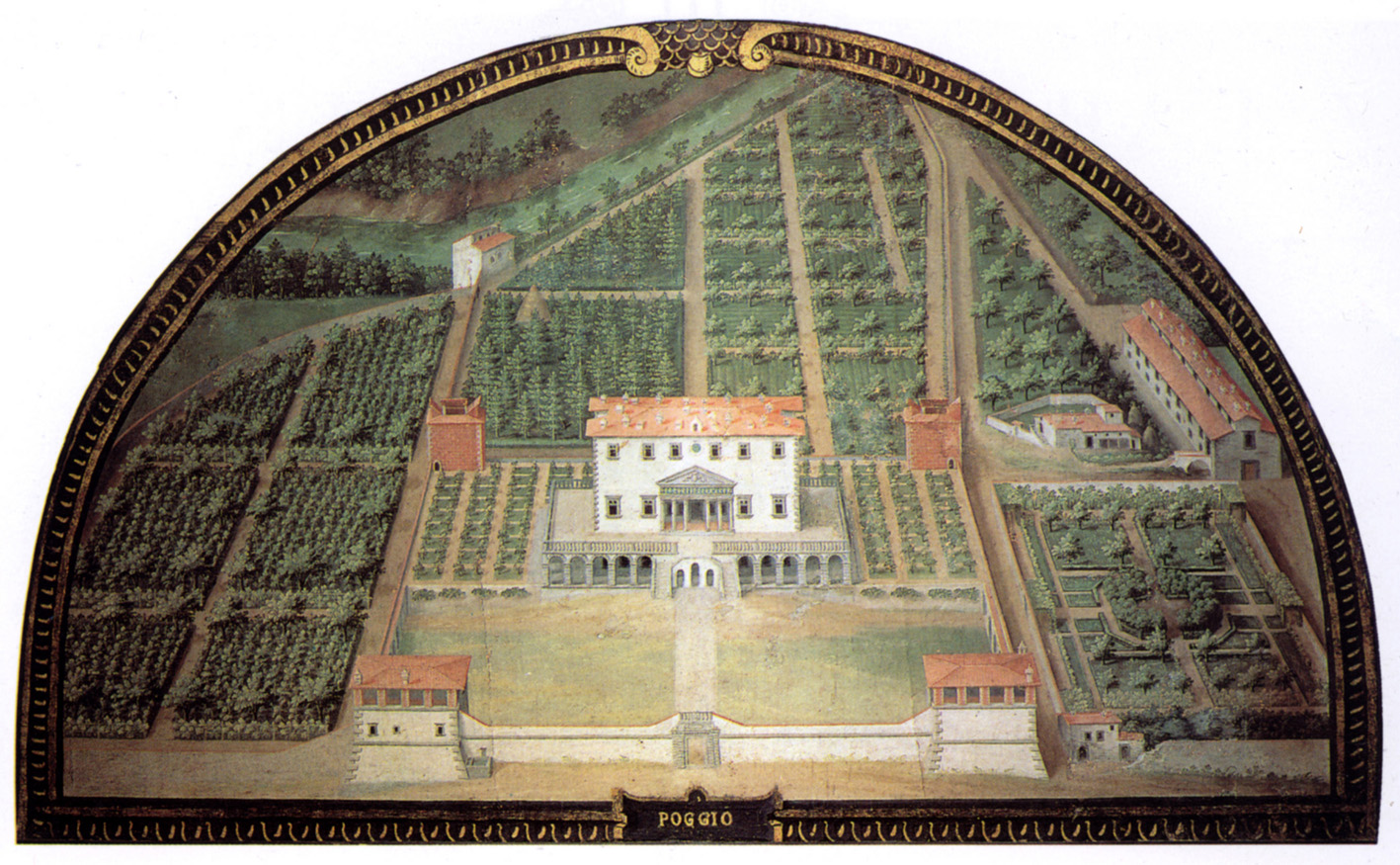
Villa di Poggio a Caiano
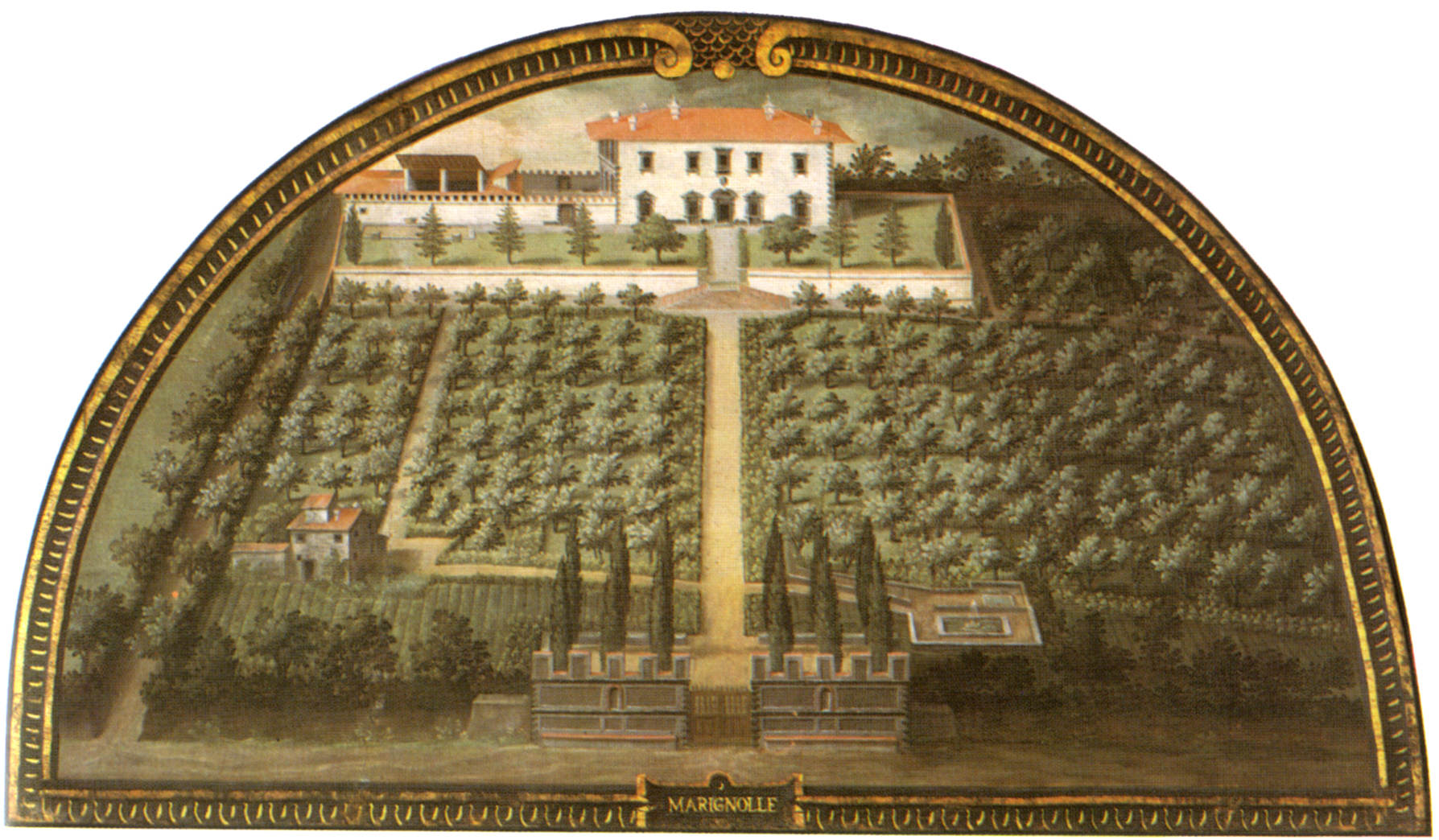
Villa Medicea di Marignolle
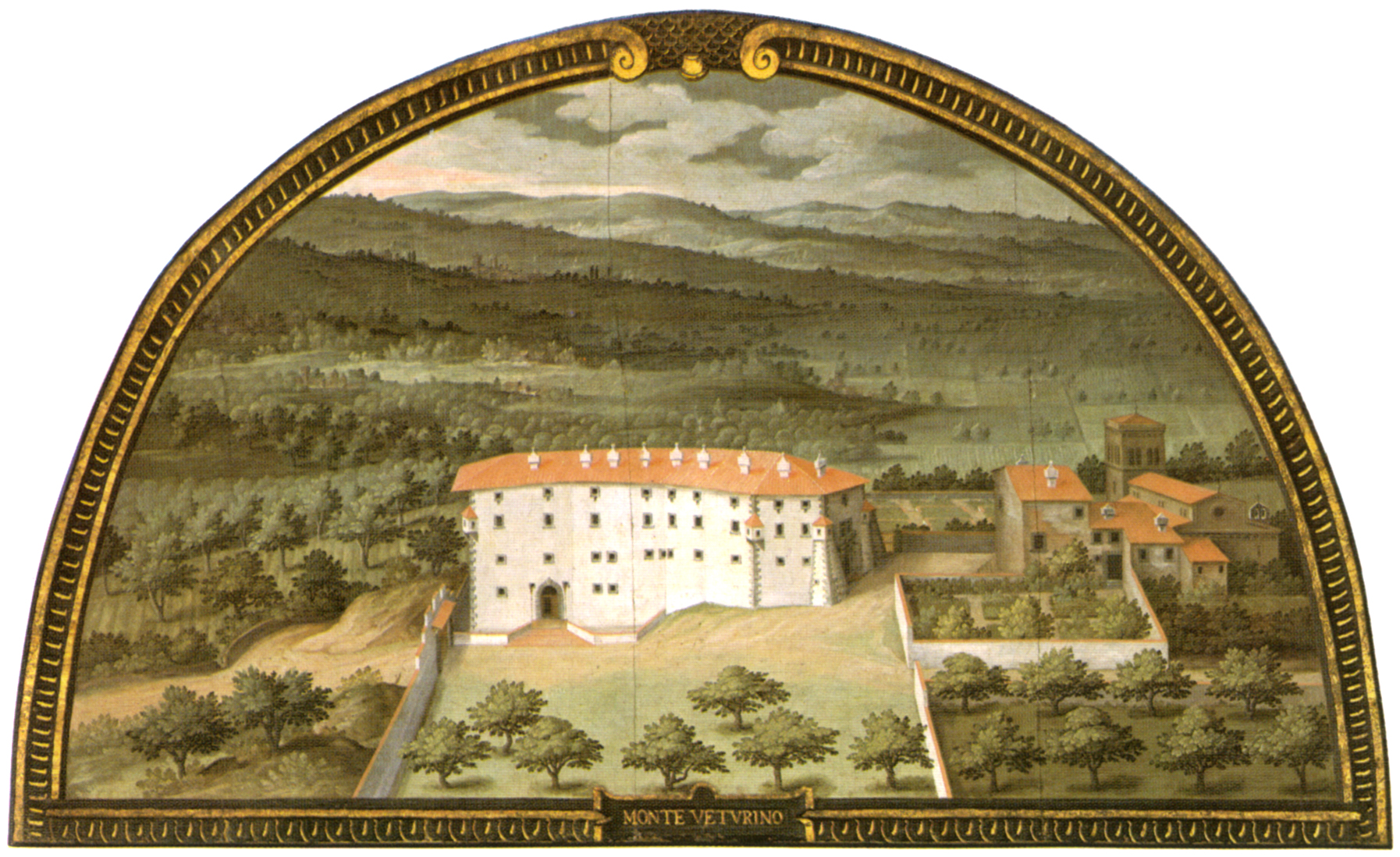
Villa Medicea di Montevettolini
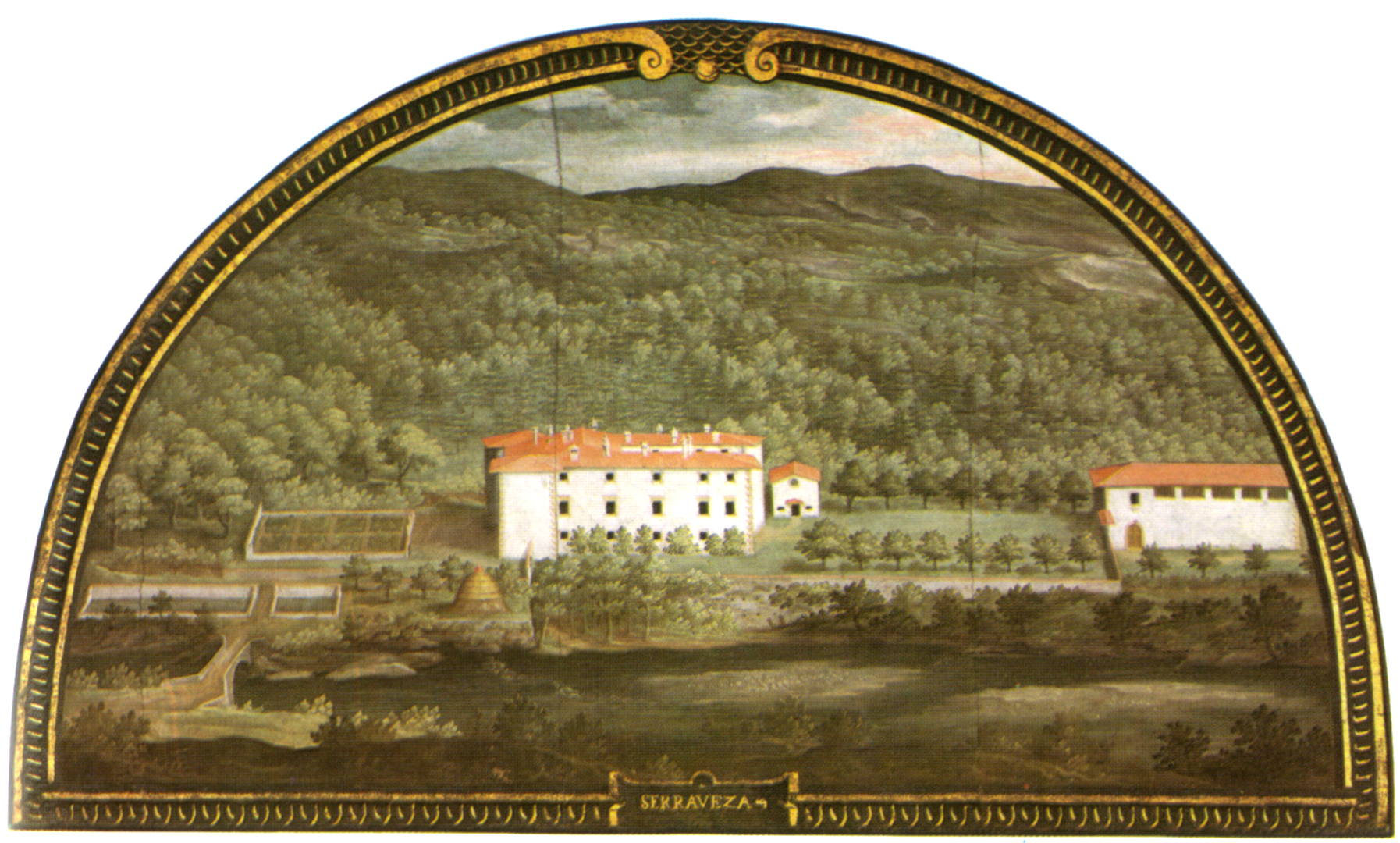
Villa Medicea di Seravezza